# Classe Aventurier
La classe Aventurier fut une classe de quatre contre-torpilleurs initialement construite  pour la marine argentine. Elle fut réalisée sur les chantiers navals français de Nantes aux Ateliers et chantiers de Bretagne et de Bordeaux aux chantiers Dyle & Bacalan. Elle en devint la douzième classe dans la Marine nationale française après réquisition du gouvernement en 1914 à l'approche de la Première Guerre mondiale où ils furent engagés.

## Conception

### Modernisation
En décembre 1914, ils reçurent un supplément d'armement par un canon anti-aérien de 47 mm (M.1902).
En 1926, ils furent reconvertis en dragueur de mines.

## Les unités de la classe
- Opiniâtre (ex Rioja) [1] : (marque de coque OP)
  - Chantier : Ateliers et chantiers de Bretagne à Nantes
  - Quille : janvier 1910
  - Lancement : janvier 1911
  - Armement : 16 septembre 1914
  - Fin de carrière : rayé le 17 août 1933. Vendu à Toulon le 25 avril 1935 à la Société du Matériel Naval du Midi pour 75.615 Francs et démantelé à La Seyne-sur-Mer[2].

- Aventurier (ex Mendoza): (marque de coque A)
  - Chantier : Ateliers et chantiers de Bretagne à Nantes
  - Quille : janvier 1910
  - Lancement : 18 février 1911
  - Armement : 17 septembre 1914
  - Fin de carrière : rayé le en 1938

- Téméraire (ex San Juan)  [3] : (marque de coque TM)
  - Chantier : Dyle et Bacalan à Bordeaux
  - Quille : janvier 1910
  - Lancement :8 décembre 1911
  - Armement : 2 novembre 1914
  - Fin de carrière : rayé le 27 juillet 1936. Vendu à Toulon le 26 mai 1937 à M. Van Acker pour 185.115 Francs et démantelé à La Seyne-sur-Mer[4].

- Intrépide (ex Salta) [5] : (marque de coque I)
  - Chantier : Dyle et Bacalan à Bordeaux
  - Quille : janvier 1910
  - Lancement :25 septembre 1911
  - Armement : novembre 1914
  - Fin de carrière : rayé le 21 juin 1938